# 罗克当费尔山
46°11′22″N 06°36′37″E / 46.18944°N 6.61028°E

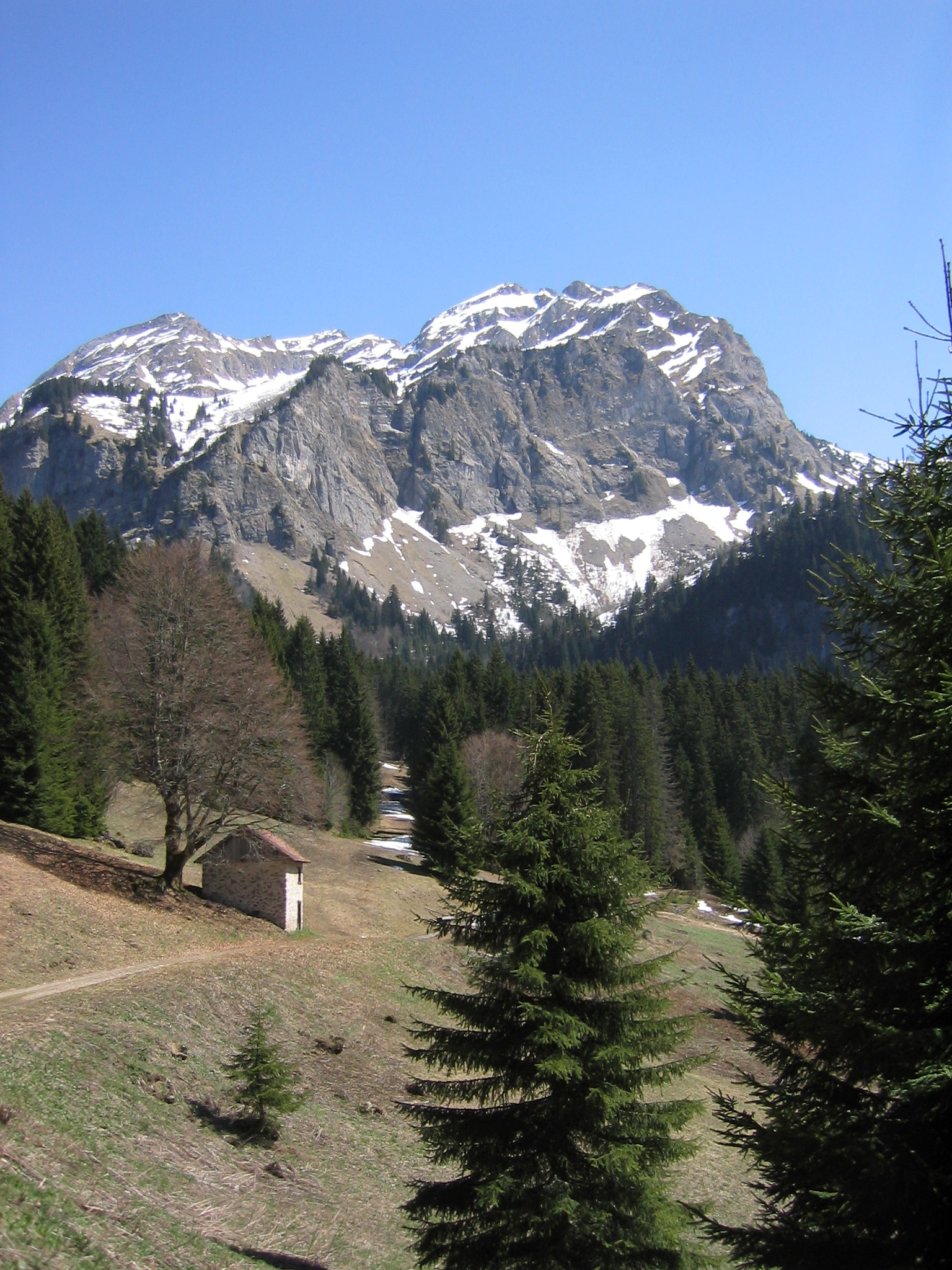

罗克当费尔山（法語：Roc d'Enfer，意为“地狱岩”）是法國上薩瓦省的山峰，位於該國東部，屬於沙布莱山的一部分，海拔高度2,244米，每年平均降雨量1,674毫米。